# Erpodium holstii
Erpodium holstii är en bladmossart som beskrevs av Brotherus 1894. Erpodium holstii ingår i släktet Erpodium och familjen Erpodiaceae. Inga underarter finns listade i Catalogue of Life.